# 光る夏の歌
「光る夏の歌」（ひかるなつのうた）は、日本の楽曲。作詞：谷川俊太郎、作曲：湯浅譲二、編曲：服部克久、歌：田中星児。
1974年8月 - 9月、NHKの『みんなのうた』で紹介。暑く、そして輝く夏の様子を歌った楽曲で、「トウモロコシ」（歌では「もろこし」）「雷」「逃げ水」などといった、夏や暑さをイメージした歌詞が織り込まれている。放送では4番が省略された。
田中の『みんなのうた』出演は1973年8月 - 9月紹介の「自動車になったカメの歌」に次いで2曲目で、ソロでは初。また『みんなのうた』初放送となる1961年4月 - 5月紹介の「誰も知らない」以来、様々な楽曲を提供した谷川作品は、本作が2015年現在最後。
再放送はされていなかったが、2011年から始まった「みんなのうた発掘プロジェクト」で音声が提供され、2012年8月 - 9月にラジオのみで、実に38年ぶりに再放送された。